# Belarmino Molina
Belarmino Molina (San Juan Sacatepéquez, 21.V.1879 - † Guatemala, 24-V.1950) fue un violinista y compositor guatemalteco.

## Estudios y trayectoria
Cursó violín y composición en el Conservatorio Nacional de Guatemala. Sus maestros de violín fueron Agustín Ruano y Leopoldo Cantilena, y sus estudios de composición los realizó bajo la tutela de Julián González y Ángel Disconzi, respectivamente. Posteriormente participó en el establecimiento de la Orquesta Sinfónica de su país. Como compositor cultivó los géneros ligeros y la música de salón. Sus valses "Recuerdos de un amigo" y "Luna de miel", así como su "Danzón", piezas que forman parte del repertorio de las marimbas guatemaltecas, también fueron difundidas por la Orquesta Millennium en una versión de Dieter Lehnhoff. Su son "La Sanjuanerita" también forma parte del repertorio del Coro Nacional de Guatemala.

## Obras
- Recuerdos de un amigo, vals
- Luna de miel, vals
- Danzón
- El Chuj, son
- El Sanjuanero, son
- La Sanjuanerita, son